# Telebasis limoncocha
Telebasis limoncocha är en trollsländeart som beskrevs av Bick 1995. Telebasis limoncocha ingår i släktet Telebasis och familjen dammflicksländor. IUCN kategoriserar arten globalt som livskraftig. Inga underarter finns listade i Catalogue of Life.